# Dead End (2003)
Dead End (Brasil: Rota da Morte / Portugal: Dead End — Terror Sem Fim) é um filme de terror estadunidense e francês de 2003 dirigido por Jean-Baptiste Andrea e Fabrice Canepa.

## Sinopse
Na véspera de Natal, Frank Harrington (Ray Wise) dirige seu carro com sua família, composta por sua esposa Laura (Lin Shaye), seu filho Richard (Mick Cain) e sua filha Marion (Alexandra Holden), que está com o namorado Brad (Billy Asher). A família está indo para a casa da sogra de Frank para passar o Natal. Frank decide dirigir por um atalho desconhecido e não existente no mapa, composto por uma simples reta aparentemente interminável cercada por florestas. Em dado momento, Frank quase causa um acidente por adormecer ao volante.
Logo após o incidente, eles encontram uma mulher (Amber Smith) caminhando na estrada com seu bebê. Frank decide dar uma carona para ela, levando-a para uma casa que encontraram alguns quilômetros antes. Enquanto Frank, sua esposa e sua filha procuram ajuda na casa, Richard entra na floresta para se masturbar com um pôster ponográfico, e Brad permanece no carro com a mulher. Quando Frank e sua família retornam ao carro, não encontram nem a mulher nem Brad, que é visto logo em seguida dentro de um carro negro seguindo pela estrada. Todos entram no carro e perseguem os raptores, mas o corpo falecido e severamente ferido de Brad é deixado no meio da estrada.
Conforme seguem pela estrada, cheia de placas apontando para uma localidade chamada "Marcott", um a um os membros da família vão sendo capturados pelo carro negro e deixados mortos pela estrada. O próximo é Richard. Laura chega a ser capturada, mas Frank consegue acertar tiros de espingarda no carro negro, o que causa a liberação precoce de sua esposa, mas não antes que o que quer que estivesse dentro do carro arrancasse um pedaço de sua nuca, provocando sua morte minutos depois.
Frank e Marion são os únicos restantes, e decidem utilizar métodos alternativos a simplesmente continuar seguindo pela estrada. A pé, eles caminham pela floresta perpendicularmente à estrada, mas acabam inexplicavelmente voltando ao mesmo lugar. Desesperado, Frank se embrenha pelas árvores chamando por aqueles que estão lhe causando tudo isso, mas apenas o som de algo o acertando e seu corpo caindo são ouvidos.
O filme termina com Marion acordando de um sonho, em tempo de ver seu pai adormecer ao volante e colidir frontalmente com um carro dirigido por uma mulher idêntica à mulher vista anteriormente com um bebê. Todos os passageiros dos dois carros morrem com exceção de Marion, que acorda no hospital e imediatamente revela à enfermeira de sobrenome "Marcott" que está grávida. Marcott diz que o bebê e ela estão bem. Logo em seguida, um homem que havia chegado ao acidente primeiro e chamado a ambulância é visto entrando em um carro negro semelhante ao que apareceu no sonho. Ele oferece uma carona a Marcott, já que o carro dela não pegava, e diz que é um colecionador de carros.
Durante os créditos, dois trabalhadores limpam a cena do acidente, e um deles encontra um bilhete escrito por Frank durante o sonho, o que põe em dúvida se os fatos do filme foram reais ou não.

## Premios e indicações
- 2004 - Fantasporto - Prêmio de Filme de Fantasia Internacional (nomeado)
- 2004 - Peñíscola Comedy Film Festival - Melhor Atriz (Lin Shaye)
- 2004 - Peñíscola Comedy Film Festival - Melhor Primeiro Trabalho
- 2003 - Brussels International Festival of Fantasy Film - Grande Prêmio de Filme de Fantasia Europeu em Prata
- 2003 - Brussels International Festival of Fantasy Film - Prêmio dos Espectadores Pegasus
- 2003 - Cinénygma - Luxembourg International Film Festival - Grande Prêmio de Filme de Fantasia Europeu em Ouro (nomeado)
- 2003 - Doaui First Film Festival - Prêmio do Júri Jovem
- 2003 - Fant-Asia Film Festival - Prêmio do Júri
- 2003 - San Sebastián Horror and Fantasy Film Festival - Prêmio dos Espectadores